# Plzeňka
Plzeňka (Štěpánský parní mlýn) je zaniklá usedlost a mlýn v Praze na Smíchově, která se nacházela mezi ulicemi Nádražní, Ostrovského, Za Ženskými domovy a Stroupežnického v místech autobusového nádraží Na Knížecí a výstupu z Metra-B Anděl.

## Historie
V usedlosti čp. 34 zvané Plzeňka byl roku 1846 postaven parní mlýn První české c. k. paromlýnské společnosti známý pod názvem „Štěpánský mlýn“; jednalo se o druhý parní mlýn v tehdejším Rakousku. Jeho trojkřídlá budova měla dva dvory. Prostřední budova na obdélném půdorysu byla čtyřpatrová a měla půdu s dřevěným krovem a taškami krytou střechu, postranní křídla měla jedno patro. Patra byla spojena dvěma obezděnými dřevěnými schodišti.
Mlýn zaměstnával 30 mlynářských dělníků, 25 nádeníků a 10 úředníků. Vodu přiváděl z Vltavy, čerpadlo na Hořejším nábřeží u domu čp. 234 ji čerpalo do vlastního mlýnského vodovodu. Zpracovával obilí až ze 100 tisíců hektarů polí. Od roku 1853 měl v čp. 44 a 45 vlastní pekárnu, která měla 5 pecí a 3 stroje na těsto. Provoz mlýna byl ukončen před rokem 1891.
Roku 1892 koupil budovy s pozemky továrník Ringhoffer a přesunul sem továrnu na měděné zboží. Po roce 1945 se zde opravovala motorová vozidla, byly tu garáže a později měl smíchovský pivovar v budovách sladovnu a sklady.
Zánik
Vzhled budov se dochoval v původní podobě až do demolice roku 1979 při výstavbě stanice Metra-B Anděl.